# Battipanni

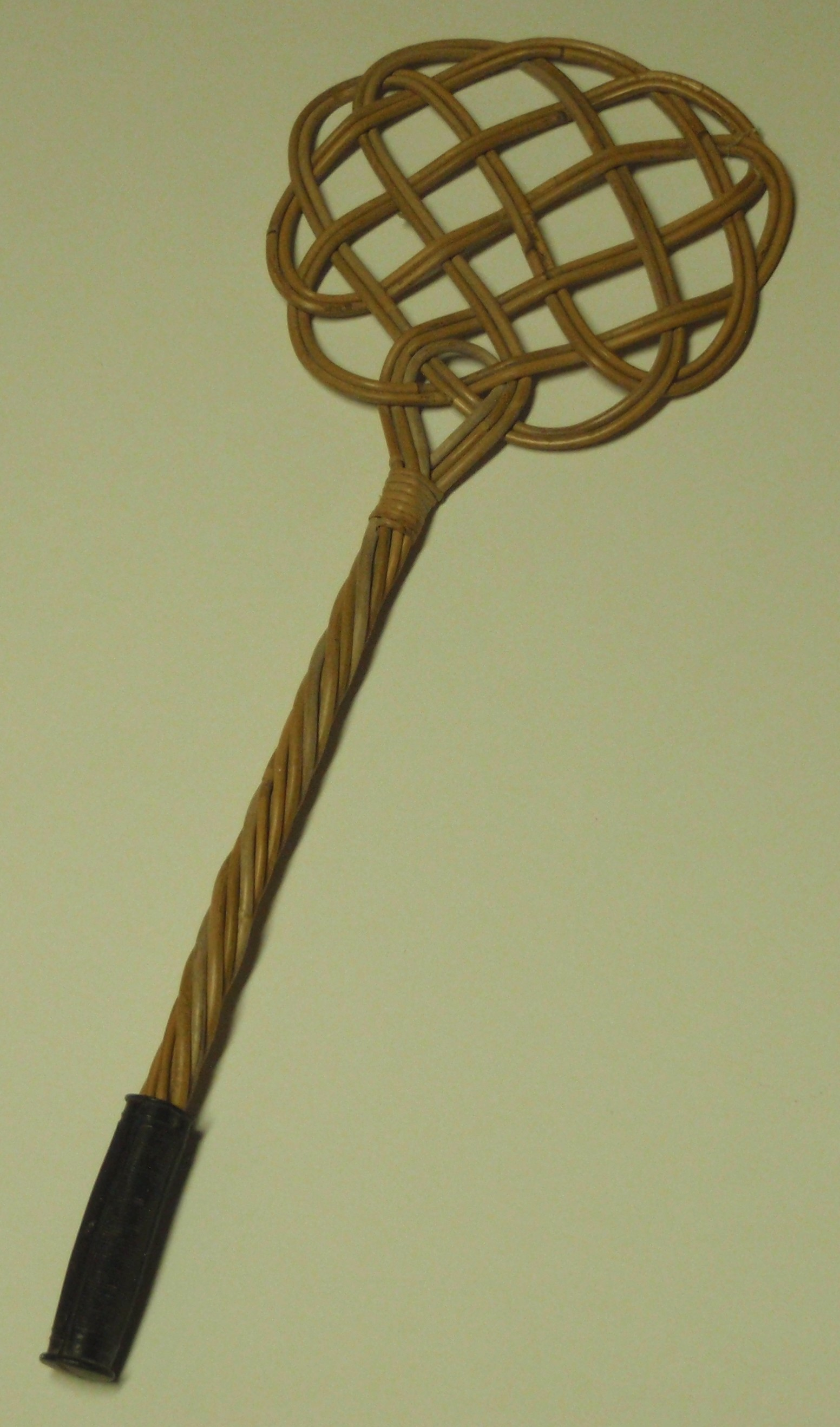

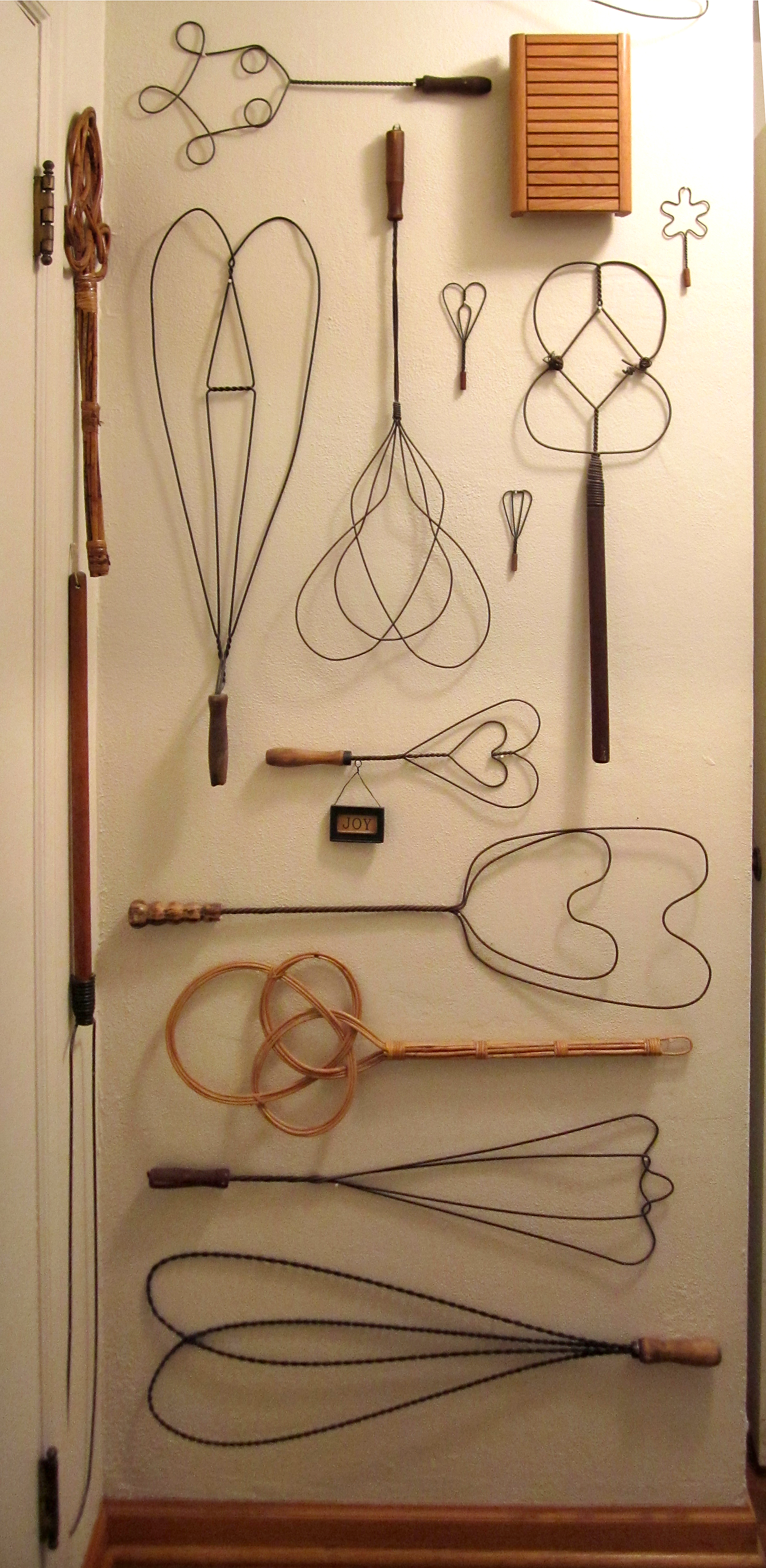
Collezione di battipanni

Il battipanni  è un arnese utilizzato nelle pulizie domestiche per la rimozione della polvere da vestiti (panni), imbottiture di poltrone e divani, cuscini, tappeti, materassi, ecc.; attrezzo generalmente di vimini, a forma di spatola con lungo manico.

## Storia
Manufatto di uso rustico e prosaico, il battipanni, così come lo conosciamo, è giunto a noi subendo diverse trasformazioni. Questo è presente oggi in ogni parte del mondo e con forme tra le più bizzarre: a spatola, bivalvo, triangolare, cuoriforme, 'a frustino o tozzi con intrecci a spirale, in diagonale o a rosone'.
Manufatti simili al battipanni li troviamo in diverse epoche e civiltà. Nei vocabolari italiani dell'Ottocento troviamo diversi nomi di attrezzi simili al battipanni che servivano alle genti per rimuovere la polvere dai panni. Camato (ma anche scamato) si chiamava la bacchetta, per lo più nodosa, di cui si servivano i materassai per rimuovere la polvere. In Toscana, nella Versilia, chiamavano vignasira un bastone di legno che serviva a battere i panni. Uno degli antenati più lontani del battipanni è la verga, che serviva per battere pelli e tappeti, ma anche per fustigare. Questa la troviamo in tutte le culture, dai Sumeri ai Semiti e dagli Egizi ai Romani. Tra i Romani si conosceva come pedum e tra i Greci come λαγωβόλον lagōbόlon ed era un bastone (o bacchetta) ricurvo all'estremità.

## Tempi moderni
La comparsa del battipanni sul finire dell'Ottocento, come attrezzo domestico,  è da mettere in relazione allo sviluppo della nuova classe sociale borghese. Il battipanni è andato in disuso con la comparsa di elettrodomestici come l’aspirapolvere, il battitappeto  e apparecchi per le pulizie a vapore.